# Marele Premiu al Azerbaidjanului din 2023
Marele Premiu al Azerbaidjanului din 2023 (cunoscut oficial ca Formula 1 Azerbaijan Grand Prix 2023) a fost o cursă auto de Formula 1 ce s-a desfășurat pe 30 aprilie 2023 pe Circuitul orașului Baku din Baku, Azerbaidjan. Cursa a fost cea de-a patra etapă a Campionatului Mondial de Formula 1 al FIA din 2023.
Evenimentul a fost primul din sezon care a folosit formatul de sprint. Charles Leclerc a obținut pole position, însă a încheiat cursa pe locul 3, în spatele mașinilor Red Bull Racing ale lui Sergio Pérez, respectiv Max Verstappen. Pérez și Verstappen au ajuns astfel la câte doi victorii de fiecare.

## Context
Furnizorul de anvelope Pirelli a adus compușii de anvelope C3, C4 și C5 (denumiți dur, mediu și, respectiv, moale) pentru ca echipele să le folosească la eveniment. Al doilea punct de activare DRS a fost mutat cu 100 de metri mai în față, fiind poziționat la 447 de metri după virajul 20.
Evenimentul a fost primul din sezon care a prezentat un nou format adoptat special pentru acele Mari Premii care includ cursa suplimentară de sprint. Formatul a constat într-o singură sesiune de antrenamente de vineri, urmată de sesiunea de calificări care a determinat grila pentru Marele Premiu de duminică. Sâmbătă s-a desfășurat o nouă sesiune de calificări numită „sprint shootout”, în locul fostei a doua sesiuni de antrenamente, determinând grila pentru sprint. Tradiționalul Mare Premiu a avut loc duminică. Noul shootout de calificare sprint a fost mai scurt decât calificările tradiționale: primul segment (SQ1) a fost de 12 minute, al doilea segment (SQ2) a fost de 10 minute, iar al treilea segment (SQ3) a fost de 8 minute. În plus, anvelopele noi erau obligatorii pentru fiecare fază, cu medii pentru SQ1 și SQ2 și moi pentru SQ3.

## Sprint

### Calificările pentru sprint
Calificările pentru cursa sprint au avut loc sâmbătă, 29 aprilie, cu începere de la ora locală 12:30.
| Poz.                  | Nr. | Pilot            | Constructor                  | Timpi calificări | Timpi calificări | Timpi calificări | Grila sprint |
| Poz.                  | Nr. | Pilot            | Constructor                  | SQ1              | SQ2              | SQ3              | Grila sprint |
| --------------------- | --- | ---------------- | ---------------------------- | ---------------- | ---------------- | ---------------- | ------------ |
| 1                     | 16  | Charles Leclerc  | Ferrari                      | 1:42,820         | 1:42,500         | 1:41,697         | 1            |
| 2                     | 11  | Sergio Pérez     | Red Bull Racing-Honda RBPT   | 1:43,858         | 1:42,925         | 1:41,844         | 2            |
| 3                     | 1   | Max Verstappen   | Red Bull Racing-Honda RBPT   | 1:43,288         | 1:42,417         | 1:41,987         | 3            |
| 4                     | 63  | George Russell   | Mercedes                     | 1:43,763         | 1:43,112         | 1:42,252         | 4            |
| 5                     | 55  | Carlos Sainz Jr. | Ferrari                      | 1:43,622         | 1:42,909         | 1:42,287         | 5            |
| 6                     | 44  | Lewis Hamilton   | Mercedes                     | 1:43,561         | 1:43,061         | 1:42,502         | 6            |
| 7                     | 23  | Alexander Albon  | Williams-Mercedes            | 1:43,987         | 1:43,376         | 1:42,846         | 7            |
| 8                     | 14  | Fernando Alonso  | Aston Martin Aramco-Mercedes | 1:43,789         | 1:42,976         | 1:43,010         | 8            |
| 9                     | 18  | Lance Stroll     | Aston Martin Aramco-Mercedes | 1:43,879         | 1:43,375         | 1:43,064         | 9            |
| 10                    | 4   | Lando Norris     | McLaren-Mercedes             | 1:43,938         | 1:43,395         | Fără timp        | 10           |
| 11                    | 81  | Oscar Piastri    | McLaren-Mercedes             | 1:44,179         | 1:43,427         | N/A              | 11           |
| 12                    | 27  | Nico Hülkenberg  | Haas-Ferrari                 | 1:44,843         | 1:43,806         | N/A              | 12           |
| 13                    | 31  | Esteban Ocon     | Alpine-Renault               | 1:44,433         | 1:44,088         | N/A              | PL           |
| 14                    | 20  | Kevin Magnussen  | Haas-Ferrari                 | 1:44,101         | 1:44,332         | N/A              | 13           |
| 15                    | 2   | Logan Sargeant   | Williams-Mercedes            | 1:44,042         | Fără timp        | N/A              | —            |
| 16                    | 24  | Zhou Guanyu      | Alfa Romeo-Ferrari           | 1:45,177         | N/A              | N/A              | 14           |
| 17                    | 77  | Valtteri Bottas  | Alfa Romeo-Ferrari           | 1:45,352         | N/A              | N/A              | 15           |
| 18                    | 22  | Yuki Tsunoda     | AlphaTauri-Honda RBPT        | 1:45,436         | N/A              | N/A              | 16           |
| 19                    | 10  | Pierre Gasly     | Alpine-Renault               | 1:46,951         | N/A              | N/A              | 17           |
| 20                    | 21  | Nyck de Vries    | AlphaTauri-Honda RBPT        | 1:48,180         | N/A              | N/A              | 18           |
| Regula 107%: 1:48,617 |     |                  |                              |                  |                  |                  |              |
| Sursa:                |     |                  |                              |                  |                  |                  |              |

Note
- ^1 – Lando Norris nu a putut seta un timp în SQ3 deoarece nu avea un nou set de anvelope moi care erau obligatorii pentru segment.[9]
- ^2 – Esteban Ocon s-a calificat pe locul 13, dar a fost obligat să înceapă sprintul de pe linia boxelor, deoarece configurația suspensiei a fost schimbată în timp ce mașina era sub parc fermé.[10]
- ^3 – Logan Sargeant s-a calificat pe locul 15, dar nu a participat la sprint în urma unei solicitări făcute de echipă de retragere a mașinii din cauza unui accident. Piloții care s-au calificat în spatele lui au câștigat câte o poziție pe grilă.[11]

### Cursa sprint
Sprintul a avut loc pe 29 aprilie, având startul la ora locală 17:30, fiind programat pentru 17 tururi sau 60 de minute.
| Poz.                                                                               | Nr. | Pilot            | Constructor                  | Tururi | Timp/Retras | Grilă | Puncte |
| ---------------------------------------------------------------------------------- | --- | ---------------- | ---------------------------- | ------ | ----------- | ----- | ------ |
| 1                                                                                  | 11  | Sergio Pérez     | Red Bull Racing-Honda RBPT   | 17     | 33:17,667   | 2     | 8      |
| 2                                                                                  | 16  | Charles Leclerc  | Ferrari                      | 17     | +4,463      | 1     | 7      |
| 3                                                                                  | 1   | Max Verstappen   | Red Bull Racing-Honda RBPT   | 17     | +5,065      | 3     | 6      |
| 4                                                                                  | 63  | George Russell   | Mercedes                     | 17     | +8,532      | 4     | 5      |
| 5                                                                                  | 55  | Carlos Sainz Jr. | Ferrari                      | 17     | +10,388     | 5     | 4      |
| 6                                                                                  | 14  | Fernando Alonso  | Aston Martin Aramco-Mercedes | 17     | +11,613     | 8     | 3      |
| 7                                                                                  | 44  | Lewis Hamilton   | Mercedes                     | 17     | +16,503     | 6     | 2      |
| 8                                                                                  | 18  | Lance Stroll     | Aston Martin Aramco-Mercedes | 17     | +18,417     | 9     | 1      |
| 9                                                                                  | 23  | Alexander Albon  | Williams-Mercedes            | 17     | +21,757     | 7     |        |
| 10                                                                                 | 81  | Oscar Piastri    | McLaren-Mercedes             | 17     | +22,851     | 11    |        |
| 11                                                                                 | 20  | Kevin Magnussen  | Haas-Ferrari                 | 17     | +27,990     | 13    |        |
| 12                                                                                 | 24  | Zhou Guanyu      | Alfa Romeo-Ferrari           | 17     | +34,602     | 14    |        |
| 13                                                                                 | 10  | Pierre Gasly     | Alpine-Renault               | 17     | +36,918     | 17    |        |
| 14                                                                                 | 21  | Nyck de Vries    | AlphaTauri-Honda RBPT        | 17     | +41,626     | 18    |        |
| 15                                                                                 | 27  | Nico Hülkenberg  | Haas-Ferrari                 | 17     | +48,587     | 12    |        |
| 16                                                                                 | 77  | Valtteri Bottas  | Alfa Romeo-Ferrari           | 17     | +49,917     | 15    |        |
| 17                                                                                 | 4   | Lando Norris     | McLaren-Mercedes             | 17     | +51,104     | 10    |        |
| 18                                                                                 | 31  | Esteban Ocon     | Alpine-Renault               | 17     | +1:00,621   | PL    |        |
| Ab                                                                                 | 22  | Yuki Tsunoda     | AlphaTauri-Honda RBPT        | 2      | Avarii      | 16    |        |
| NS                                                                                 | 2   | Logan Sargeant   | Williams-Mercedes            | 0      | Accident    | —     |        |
| Cel mai rapid tur: Sergio Pérez (Red Bull Racing-Honda RBPT) – 1:43,616 (turul 11) |     |                  |                              |        |             |       |        |
| Sursa:                                                                             |     |                  |                              |        |             |       |        |

Note
- ^1 – Logan Sargeant nu a participat la sprint în urma unei solicitări făcute de echipă de retragere a mașinii din cauza unui accident în calificările pentru sprint. Piloții care s-au calificat în spatele lui au câștigat câte o poziție pe grilă.[11]

## Marele Premiu

### Calificări
Calificările pentru Marele Premiu au avut loc pe 28 aprilie 2023 începând cu ora locală 17:00 (UTC+4), ora 17:00 ora României.
| Poz.                  | Nr. | Pilot            | Constructor                  | Timpi calificări | Timpi calificări | Timpi calificări | Grila finală |
| Poz.                  | Nr. | Pilot            | Constructor                  | Q1               | Q2               | Q3               | Grila finală |
| --------------------- | --- | ---------------- | ---------------------------- | ---------------- | ---------------- | ---------------- | ------------ |
| 1                     | 16  | Charles Leclerc  | Ferrari                      | 1:41,269         | 1:41,037         | 1:40,203         | 1            |
| 2                     | 1   | Max Verstappen   | Red Bull Racing-Honda RBPT   | 1:41,398         | 1:40,822         | 1:40,391         | 2            |
| 3                     | 11  | Sergio Pérez     | Red Bull Racing-Honda RBPT   | 1:41,756         | 1:41,131         | 1:40,495         | 3            |
| 4                     | 55  | Carlos Sainz Jr. | Ferrari                      | 1:42,197         | 1:41,369         | 1:41,016         | 4            |
| 5                     | 44  | Lewis Hamilton   | Mercedes                     | 1:42,113         | 1:41,650         | 1:41,177         | 5            |
| 6                     | 14  | Fernando Alonso  | Aston Martin Aramco-Mercedes | 1:41,720         | 1:41,370         | 1:41,253         | 6            |
| 7                     | 4   | Lando Norris     | McLaren-Mercedes             | 1:42,154         | 1:41,485         | 1:41,281         | 7            |
| 8                     | 22  | Yuki Tsunoda     | AlphaTauri-Honda RBPT        | 1:42,234         | 1:41,569         | 1:41,581         | 8            |
| 9                     | 18  | Lance Stroll     | Aston Martin Aramco-Mercedes | 1:42,524         | 1:41,576         | 1:41,611         | 9            |
| 10                    | 81  | Oscar Piastri    | McLaren-Mercedes             | 1:42,455         | 1:41,636         | 1:41,611         | 10           |
| 11                    | 63  | George Russell   | Mercedes                     | 1:42,073         | 1:41,654         | N/A              | 11           |
| 12                    | 31  | Esteban Ocon     | Alpine-Renault               | 1:42,622         | 1:41,798         | N/A              | PL           |
| 13                    | 23  | Alexander Albon  | Williams-Mercedes            | 1:42,171         | 1:41,818         | N/A              | 12           |
| 14                    | 77  | Valtteri Bottas  | Alfa Romeo-Ferrari           | 1:42,582         | 1:42,259         | N/A              | 13           |
| 15                    | 2   | Logan Sargeant   | Williams-Mercedes            | 1:42,242         | 1:42,395         | N/A              | 14           |
| 16                    | 24  | Zhou Guanyu      | Alfa Romeo-Ferrari           | 1:42,642         | N/A              | N/A              | 15           |
| 17                    | 27  | Nico Hülkenberg  | Haas-Ferrari                 | 1:42,755         | N/A              | N/A              | PL           |
| 18                    | 20  | Kevin Magnussen  | Haas-Ferrari                 | 1:43,417         | N/A              | N/A              | 16           |
| 19                    | 10  | Pierre Gasly     | Alpine-Renault               | 1:44,853         | N/A              | N/A              | 17           |
| Regula 107%: 1:48,357 |     |                  |                              |                  |                  |                  |              |
| —                     | 21  | Nyck de Vries    | AlphaTauri-Honda RBPT        | 1:55,282         | N/A              | N/A              | 18           |
| Sursa:                |     |                  |                              |                  |                  |                  |              |

Note
- ^1 – Lance Stroll și Oscar Piastri au setat timpi pe tur identici în Q3. Stroll a fost clasificat în față, deoarece și-a stabilit timpul înaintea lui Piastri.[13]
- ^2 – Esteban Ocon s-a calificat pe locul 12, dar a fost nevoit să înceapă cursa de pe linia boxelor, deoarece configurația suspensiei a fost schimbată în timp ce mașina era sub parc fermé.[10]
- ^3 – Nico Hülkenberg s-a calificat pe locul 17, dar a fost nevoit să înceapă cursa de pe linia boxelor, deoarece configurația suspensiei a fost schimbată în timp ce mașina era în parc fermé.[15]
- ^4 – Nyck de Vries nu a stabilit un timp în limita cerinței de 107%. I s-a permis să concureze la discreția comisarilor de cursă.[14]

### Cursa
Cursa a avut loc pe 30 aprilie 2023 începând cu ora locală 15:00 (UTC+4), ora 15:00 ora României, cu distanța de 51 de tururi.
| Poz.                                                               | Nr. | Pilot            | Constructor                  | Tururi | Timp/Retras    | Grilă | Puncte |
| ------------------------------------------------------------------ | --- | ---------------- | ---------------------------- | ------ | -------------- | ----- | ------ |
| 1                                                                  | 11  | Sergio Pérez     | Red Bull Racing-Honda RBPT   | 51     | 1:32:42,436    | 3     | 25     |
| 2                                                                  | 1   | Max Verstappen   | Red Bull Racing-Honda RBPT   | 51     | +2,137         | 2     | 18     |
| 3                                                                  | 16  | Charles Leclerc  | Ferrari                      | 51     | +21,217        | 1     | 15     |
| 4                                                                  | 14  | Fernando Alonso  | Aston Martin Aramco-Mercedes | 51     | +22,024        | 6     | 12     |
| 5                                                                  | 55  | Carlos Sainz Jr. | Ferrari                      | 51     | +45,491        | 4     | 10     |
| 6                                                                  | 44  | Lewis Hamilton   | Mercedes                     | 51     | +46,145        | 5     | 8      |
| 7                                                                  | 18  | Lance Stroll     | Aston Martin Aramco-Mercedes | 51     | +51,617        | 9     | 6      |
| 8                                                                  | 63  | George Russell   | Mercedes                     | 51     | +1:14,240      | 11    | 5      |
| 9                                                                  | 4   | Lando Norris     | McLaren-Mercedes             | 51     | +1:20,376      | 7     | 2      |
| 10                                                                 | 22  | Yuki Tsunoda     | AlphaTauri-Honda RBPT        | 51     | +1:23,862      | 8     | 1      |
| 11                                                                 | 81  | Oscar Piastri    | McLaren-Mercedes             | 51     | +1:26,501      | 10    |        |
| 12                                                                 | 23  | Alexander Albon  | Williams-Mercedes            | 51     | +1:28,623      | 12    |        |
| 13                                                                 | 20  | Kevin Magnussen  | Haas-Ferrari                 | 51     | +1:29,729      | 16    |        |
| 14                                                                 | 10  | Pierre Gasly     | Alpine-Renault               | 51     | +1:31,332      | 17    |        |
| 15                                                                 | 31  | Esteban Ocon     | Alpine-Renault               | 51     | +1:37,794      | PL    |        |
| 16                                                                 | 2   | Logan Sargeant   | Williams-Mercedes            | 51     | +1:40,943      | 14    |        |
| 17                                                                 | 27  | Nico Hülkenberg  | Haas-Ferrari                 | 50     | +1 tur         | PL    |        |
| 18                                                                 | 77  | Valtteri Bottas  | Alfa Romeo-Ferrari           | 50     | +1 tur         | 13    |        |
| Ab                                                                 | 24  | Zhou Guanyu      | Alfa Romeo-Ferrari           | 36     | Supraîncălzire | 15    |        |
| Ab                                                                 | 21  | Nyck de Vries    | AlphaTauri-Honda RBPT        | 9      | Accident       | 18    |        |
| Cel mai rapid tur: George Russell (Mercedes) – 1:43,370 (turul 51) |     |                  |                              |        |                |       |        |
| Sursa:                                                             |     |                  |                              |        |                |       |        |

Note
- ^1 – Include un punct pentru cel mai rapid tur.[17]

## Clasamentele campionatelor după cursă
|        | Poz. | Pilot            | Pct. |
| ------ | ---- | ---------------- | ---- |
|        | 1    | Max Verstappen   | 93   |
|        | 2    | Sergio Pérez     | 87   |
|        | 3    | Fernando Alonso  | 60   |
|        | 4    | Lewis Hamilton   | 48   |
|        | 5    | Carlos Sainz Jr. | 34   |
| Sursa: |      |                  |      |

|        | Poz. | Constructor                  | Pct. |
| ------ | ---- | ---------------------------- | ---- |
|        | 1    | Red Bull Racing-Honda RBPT   | 180  |
|        | 2    | Aston Martin Aramco-Mercedes | 87   |
|        | 3    | Mercedes                     | 76   |
|        | 4    | Ferrari                      | 62   |
|        | 5    | McLaren-Mercedes             | 14   |
| Sursa: |      |                              |      |

- Notă: Doar primele cinci locuri sunt prezentate în ambele clasamente.